# Jonas Vileišis

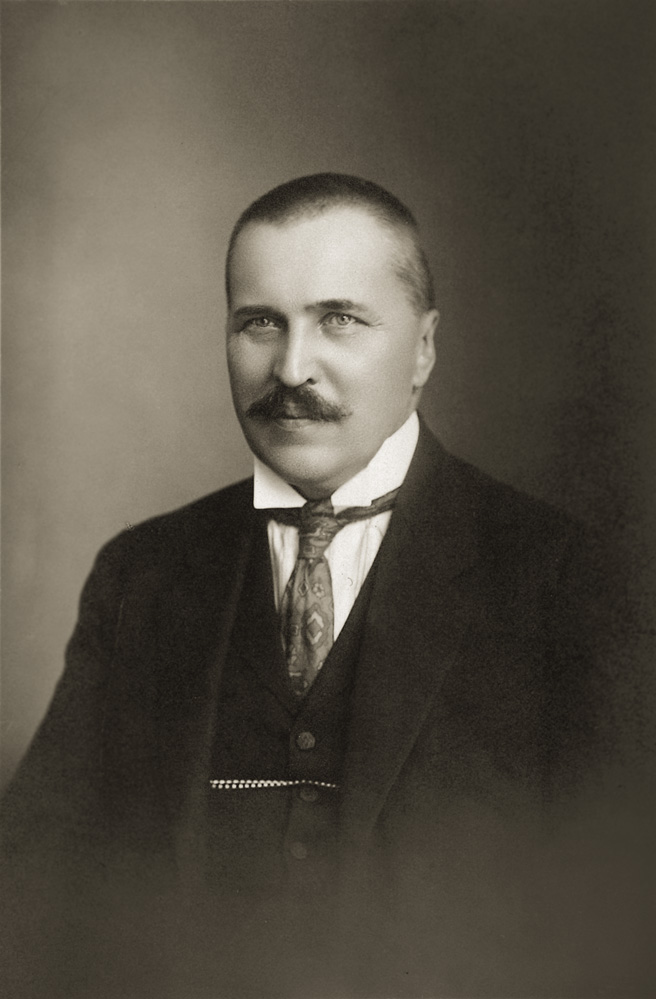
Jonas Vileišis

Jonas Vileišis (ur. 3 stycznia 1872 w Mediniai koło Pozwołu, zm. 1 czerwca 1942 w Kownie) – litewski dziennikarz, polityk i prawnik, kilkukrotny minister i przedstawiciel dyplomatyczny Litwy w Berlinie i Waszyngtonie, burmistrz Kowna (1921–1931), brat Petrasa.

## Życiorys

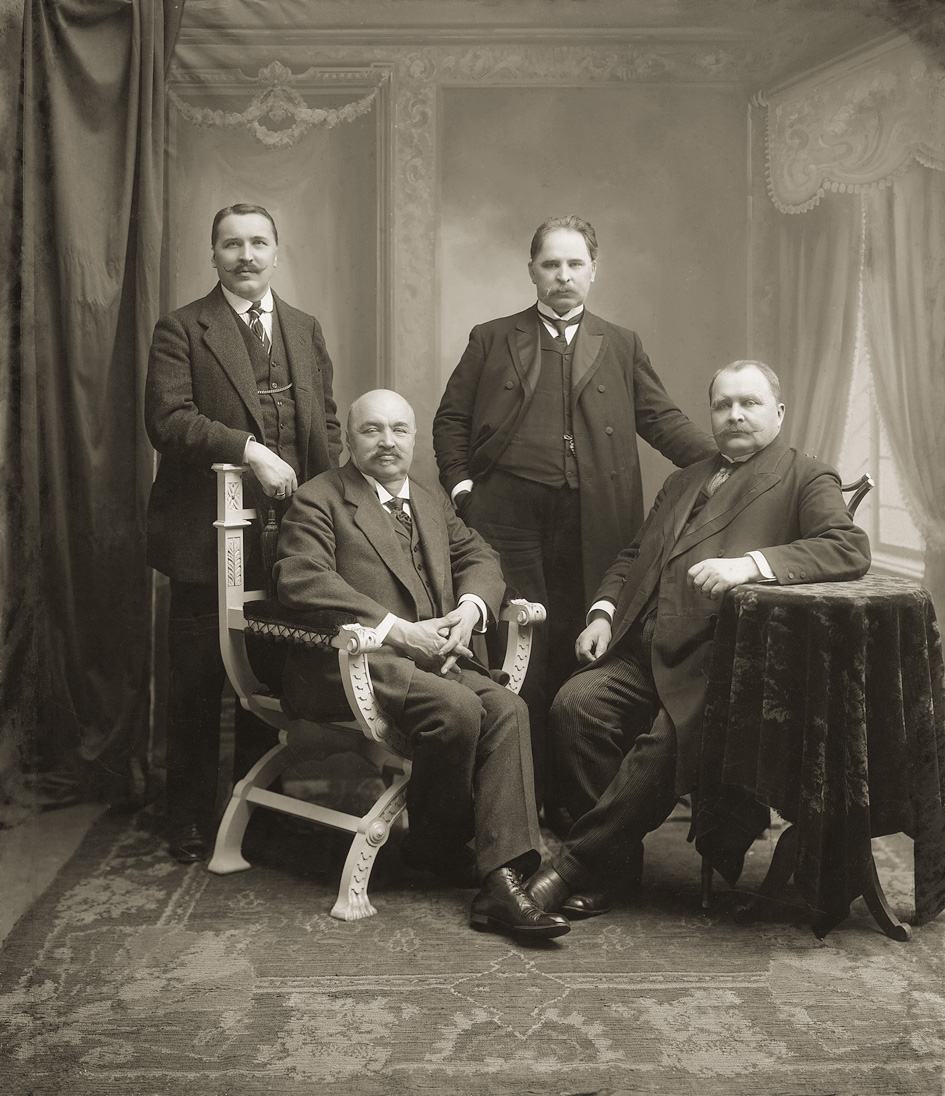
Jonas Vileišis z braćmi – stoi pierwszy z lewej

W 1892 ukończył gimnazjum w Szawlach, następnie przez dwa lata studiował fizykę i matematykę w Petersburgu, jednak ostatecznie ukończył tam prawo w 1898. Jako student pisywał do litewskich gazet „Varpas” („Dzwon”) i „Ūkininkas” („Rolnik”). Zaangażował się w działalność socjalistyczną, wstępując do Socjaldemokratycznej Partii Litwy.
W 1902 był jednym z członków założycieli Litewskiej Partii Demokratycznej, bronił prawa do używania języka litewskiego na terenie Rosji. Po zniesieniu zakazu w 1904 założył gazetę „Lietuvos Ūkininkas” („Litewski rolnik”). Później pracował w „Vilniaus žinios”, a po jego zamknięciu w „Lietuvos Žinios” (odp. „Wileńskie-” i „Litewskie Wiadomości”). Był jednym z organizatorów Sejmu Wileńskiego w 1905.
W czasie I wojny światowej zaangażował się w pomoc socjalną dla mieszkańców Litwy, współorganizował litewskie szkoły na terenach okupowanych przez Niemcy. Za działalność polityczną wymierzoną w politykę Berlina został aresztowany – był więziony w Łukiszkach, a resztę wojny spędził w Berlinie.
Od 1917 do 1920 brał udział w pracach Litewskiej Taryby. Jako jedyny opowiedział się przeciwko aktowi niepodległości z 11 grudnia 1917, krytykując dokument za zbytnie związanie kraju z Niemcami. 26 stycznia 1918 zrezygnował z zasiadania w Radzie w proteście przeciw uzurpacji przez nią prawa do bycia konstytuantą młodej republiki, jednak trzy tygodnie później wszyscy członkowie Taryby zagłosowali za przygotowaną przez Vileišisa nowym projektem aktu – przyjęto go uroczyście 16 lutego 1918. Następnie Vileišis udał się wraz z Jurgisem Šaulysem do Berlina szukać uznania dyplomatycznego dla nowego państwa.
Od 1917 do 1922 pozostawał członkiem Litewskiej Partii Socjaldemokratycznej, później (do 1929) Litewskiej Partii Chłopskiej.
18 grudnia 1918 otrzymał tekę ministra spraw wewnętrznych w II rządzie Litwy (do marca 1919). W IV gabinecie był ministrem finansów (czerwiec – październik 1919). Pracował nad wprowadzeniem nowej waluty, jednak projektów ostatecznie nie wprowadzono w życie.
W 1919 objął placówkę dyplomatyczną w USA, gdzie ubiegał się o uznanie Litwy de jure oraz nawiązał kontakt z litewską emigracją.
Wybrano go posłem I kadencji w 1922 – w czerwcu kandydował na prezydenta Litwy, przegrywając z Aleksandrem Stulgińskim.
Od 30 września 1921 do 2 lipca 1931 sprawował urząd burmistrza Kowna. Za jego rządów dokonał się znaczący rozwój miasta – powierzchnia wzrosła z 18 do 40 km kw., zbudowano ponad 2,5 tys. domów, trzy nowoczesne mosty przez Niemen, wybrukowano i oświetlono większość ulic, wprowadzono komunikację autobusową, rozplanowano nowe ulice i place. Udało się również zbudować solidny system kanalizacyjny i wodociągi. 
Viliešis pracował również na Uniwersytecie Witolda Wielkiego jako prawnik. 1 stycznia 1933 powołano do Rady Państwa przy prezydencie Litwy, gdzie zajmował się przygotowywaniem kodeksu cywilnego.
Został odznaczony m.in. estońskim Orderem Krzyża Orła II klasy (1932).
Zmarł w czerwcu 1942 w kowieńskim szpitalu Czerwonego Krzyża, jednak pochowano go w Wilnie na Rossie w kaplicy rodzinnej.
Był masonem, należał m.in. do lóż „Litwa” (wileńskiej) i „Lietuva” (kowieńskiej).